# Taeniophyllum kompsopus
Taeniophyllum kompsopus är en orkidéart som beskrevs av Rudolf Schlechter. Taeniophyllum kompsopus ingår i släktet Taeniophyllum och familjen orkidéer. Inga underarter finns listade i Catalogue of Life.